# Что они знают?
«Что они знают?» — второй студийный альбом российского поп-рэпера Егора Крида, выпущенный 23 мая 2017 года под лейблом Black Star. За день до официального релиза в Интернете появилась пиратская версия альбома. Это последний альбом Егора на лейбле Black Star.
Альбом дебютировал на первых строчках альбомных чартов Apple Music и iTunes. Песни из этого альбома также попали в топ-10 песенных чартов: песня «Потрачу» заняла четвёртую строчку в Apple Music, а песня «Не могу» — восьмые строчки в Apple Music и в iTunes. По итогам 2017 года «Что они знают?» вошёл в топ-10 самых популярных альбомов среди пользователей Apple Music и iTunes в России.
Музыкальный критик Алексей Мажаев в своей рецензии для портала InterMedia отмечает, что в отличие от дебютного альбома, здесь начала проявляться принадлежность музыканта к лейблу Black Star — появились песни с «типично хип-хоперскими рассказами о собственной жизни, крутости и о том, что его напрасно считают попсой». Альбом получил от критика оценку в три звезды из пяти.

## Список композиций
| №                   | Название                                 | Длительность |
| ------------------- | ---------------------------------------- | ------------ |
| 1.                  | «Интро»                                  | 2:40         |
| 2.                  | «Что они знают?»                         | 2:56         |
| 3.                  | «Не могу»                                | 3:18         |
| 4.                  | «Алло»                                   | 3:12         |
| 5.                  | «Потрачу»                                | 3:04         |
| 6.                  | «Засыпай» (при уч. Мота)                 | 3:41         |
| 7.                  | «Стой»                                   | 3:33         |
| 8.                  | «Не обманывай»                           | 3:31         |
| 9.                  | «Самба белого мотылька»                  | 3:05         |
| 10.                 | «Что скажет мама?»                       | 3:32         |
| 11.                 | «Зажигалки»                              | 2:39         |
| 12.                 | «Если ты меня не любишь» (при уч. Molly) | 3:23         |
| Общая длительность: | Общая длительность:                      | 55:10        |